# Henry A. Wise
Henry Alexander Wise, född 3 december 1806 i Accomack County, Virginia, död 12 september 1876 i Richmond, Virginia, var en amerikansk politiker och diplomat. Han var ledamot av USA:s representanthus 1833–1844 och Virginias guvernör 1856–1860.
Wise utexaminerades 1825 från Washington College (numera Washington & Jefferson College), studerade sedan juridik och inledde 1828 sin karriär som advokat i Nashville. Två år senare återvände han till Virginia. År 1833 tillträdde han som kongressledamot. I två mandatperioder representerade han demokraterna, sedan whigpartiet i tre mandatperioder innan han bytte tillbaka till demokraterna. År 1844 avgick han från representanthuset och tjänstgjorde som chef för USA:s diplomatiska beskickning i Brasilien 1844–1847.
Wise vann guvernörsvalet i Virginia 1855. Hans målsättning var att bevara USA som union och samtidigt ha slaveriet kvar i sydstaterna. Det visade sig mycket svårt att finna en gemensam agenda som skulle passa både abolitionister och slaverianhängare. Under Wises tid som guvernör avrättades slaverimotståndaren John Brown i Virginia. Wise hade kunnat förhindra avrättningen och han övervägde att placera Brown i ett mentalsjukhus. Han beslutade sedan ändå att låta Brown bli avrättad. Dels ville han visa respekt för Browns övertygelse, dels ville han sända ett budskap till slaverimotståndarna. Efter det beslutet uppfattades Wise inte längre som en guvernör som sökte kompromisser mellan olika läger. I amerikanska inbördeskriget tjänstgjorde Wise i sydstatsarmén. Efter kriget ville han på nytt framstå som en som sökte kompromisser; i presidentvalet i USA 1872 stödde han republikanen Ulysses S. Grant som hade varit befälhavare på nordstaternas sida.
Wise avled 1876 och gravsattes på Hollywood Cemetery i Richmond.